# Holger Thor

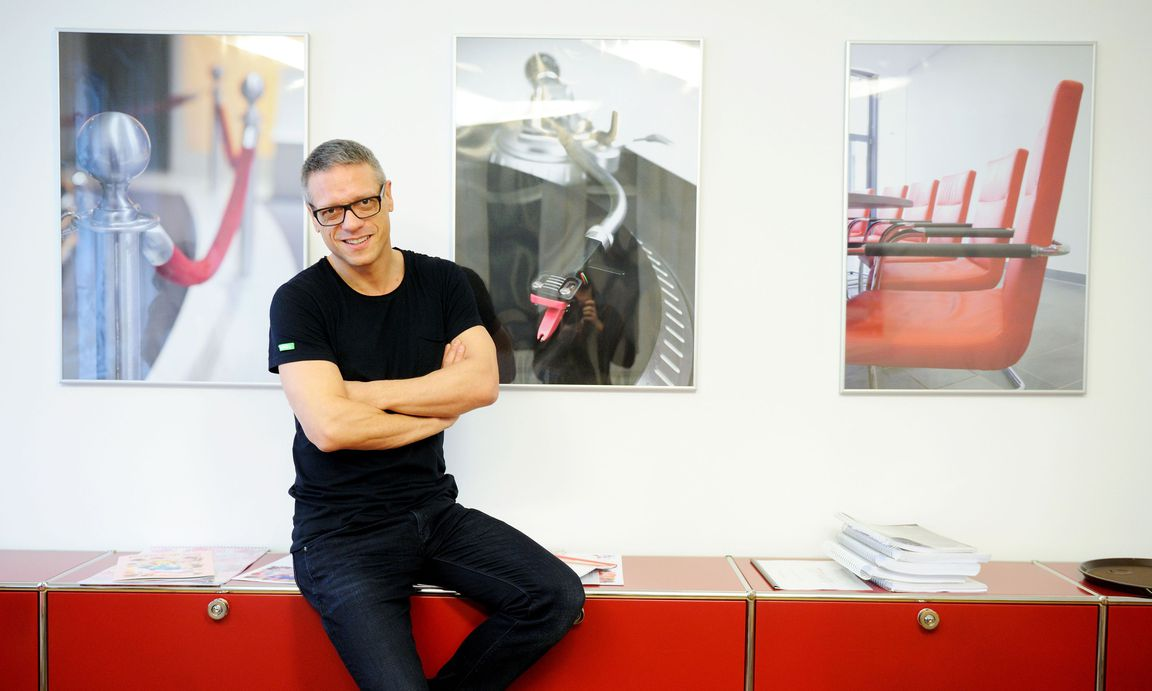
Holger Thor, 2017

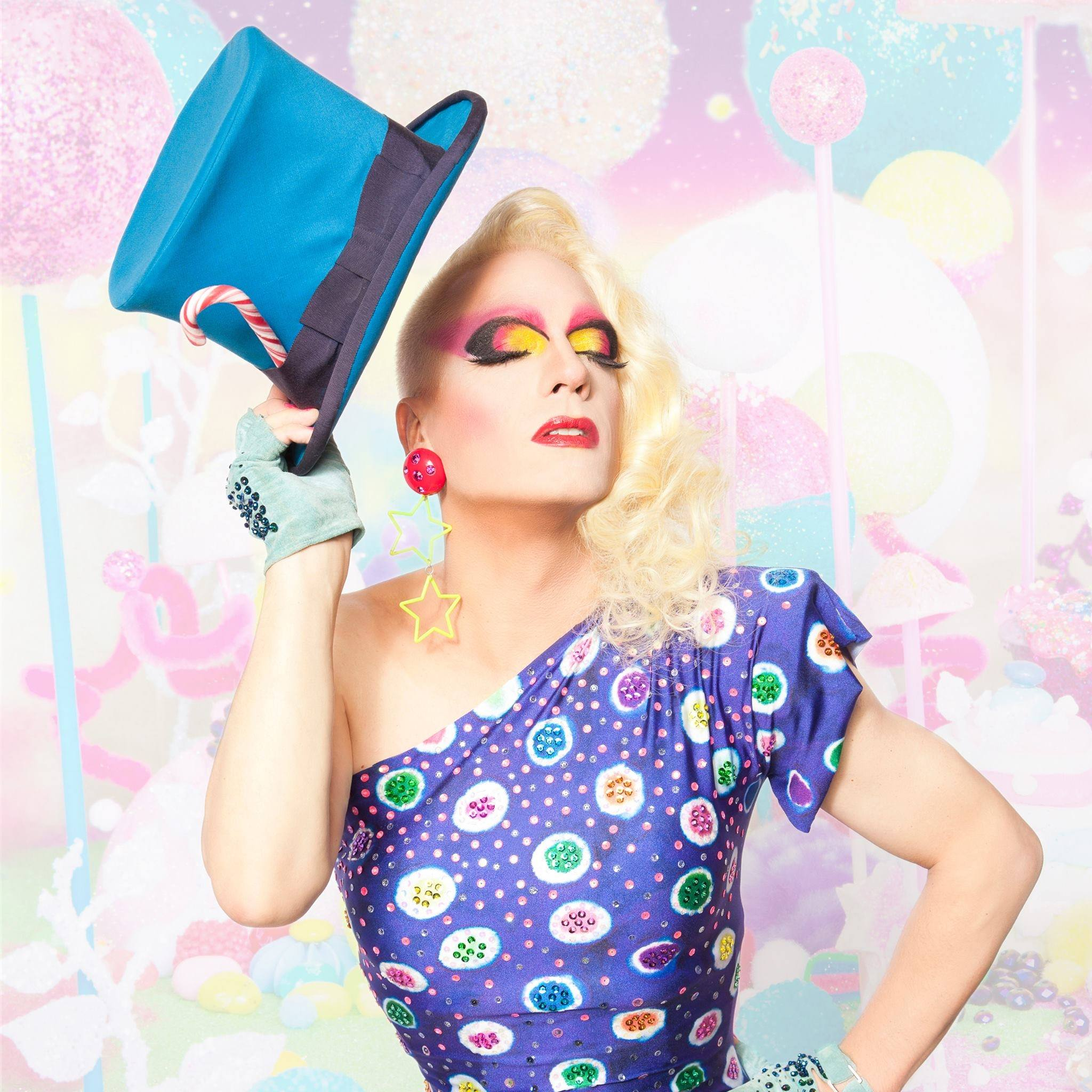
Holger Thor als Miss Candy, 2020

Holger Thor (* 4. April 1971 in Wien) ist ein österreichischer Eventmanager und als Miss Candy eine in Österreich seit 1991 bekannte Dragqueen.

## Leben
Nach seiner schulischen Ausbildung am Gymnasium und an der Handelsakademie wurde Thor bei Kuoni zum Travel Agent ausgebildet. Er begann bei der Veranstaltungsreihe Heaven Gay Night Vienna um U4 zunächst als Türsteher zu arbeiten. Ab 1991 begann er die Kunstfigur Miss Candy zu kreieren, um mit ihr für gesellschaftspolitische Themen eine größere Öffentlichkeit zu erreichen. 1992 übernahm Thor, zuerst noch gemeinsam mit Walter Häusler, die Veranstaltungsreihe von Arthur Singer, später gab er dafür seinen Job in der Reisebranche auf.
Von 1992 bis 2019 veranstaltete Thor als Miss Candy jährlich den Rosenball. Für den Life Ball übernahm er ehrenamtlich die Organisation der Open-Air-Disco im Arkadenhof. Darüber hinaus organisierte und moderierte er als Miss Candy zahlreiche Veranstaltungen, unter anderem für karikative Initiativen wie den Verein Aids Life oder die AIDS-Hilfe. Immer wieder setzte er sich auch für gesellschaftspolitische Themen ein, etwa die Abschaffung des Paragrafen 209 und gegen Homophobie. 2005 bis 2010 war Thor zudem Mitveranstalter des Dance-Clubs Drama! in der Ottakringer Brauerei. 2018 wurde Thor vom Grazer Tuntenball als „Patronesse auf Lebenszeit“ für ihre Verdienste um die schwule Community ausgezeichnet. Holger Thor sagt über seine zweite Persönlichkeit: „Miss Candy ist die fleischgewordene Provokation.“

## Fernsehauftritte (Auswahl)
- SOKO Donau (Fernsehserie) – Falsche Meister, Erstausstrahlung am 4. Dezember 2007
- Dolce Vita & Co (Fernsehserie), 2001
- Stöckl am Samstag (Talkshow) – Anders leben – fremde Welten, 10. Mai 2008 (Zusammen mit Mutter Maren Thor)
- Die härtesten Jobs Österreichs (Fernsehserie), 6. November 2013, als Imkerin